# هلوییز
هلوییز د اژونتی (Héloïse d’Argenteuil) معشوقه پیر آبلار و یکی از طرفین رابطه ای است که به عنوان یکی از معروف‌ترین روابط عاشقانه دنیای غرب شناخته می‌شود. هلوییز در تاریخ ۱۶ مه (۲۶ اردیبهشت) سال ۱۱۰۰–۱۱۰۱ میلادی (به روایتی دیگر شاید ۱۰۹۰ میلادی) به دنیا آمد و بعدتر به اجبار زمانه عمر خود را به عنوان یک راهبه در کلیسا گذراند.
ماجرای رابطه عاشقانه او با آبلار دستمایه آثار هنری و آثار ادبی فراوانی در اروپا بوده‌است. او در سال ۱۱۶۴ میلادی از دنیا رفت. مقبره او در حال حاضر در کنار قبر آبلار در یک آرامگاه مشترک در قبرستان پرلاشز واقع شده و به عنوان یکی از دلایل اصلی رونق پرلاشز دانسته می‌شود.

## زندگی‌نامه
هلوییز در پاریس به دنیا آمد. او در نوجوانی بسیار به تحصیل علاقه داشت و در این زمینه بسیار موفق بود و هم‌زمان به چند زبان صحبت می‌کرد. در این زمان هلوییز با دایی خود به نام فولبر در یک صومعه زندگی می‌کرد. آبلار که از استادان برجسته پاریس در آن زمان بود، تمایل به تصاحب ابن دختر زیبا پیدا کرده بود. او پیشنهاد اقامت در آن صومعه در ازای پرداخت پول و تعلیم دختر خواهرش را به فولبر داد. فولبر که می‌دانست آبلار از استادان سرشناس شهر است، توافق کرد که هلوییز تحت سرپرستی و تعالیم او تربیت شود. اما آبلار خیلی زود بنای رابطه عاشقانه‌ای را با هلوییز بنیان گذاشت. این رابطه عاشقانه پس از مدتی باعث رسوایی این دو شد و فولبر پس از باخبر شدن، ناچار به اخراج آبلار شد. آبلار که درگیر این عشق شده و خبردار شده بود که هلوییز باردار است، شبانه او را از پاریس به بریتانی نزد خواهرش فرستاد نتا وضع حمل کند. آبلار با فولبر توافق کرد که پنهانی با هلوییز ازدواج کند. پس از زایمان و بازگشت هلوییز به پاریس، آن دو مخفیانه ازدواج کردند. اما خبر ازدواج آنها لو رفت. هلوییز ازدواجش را انکار کرد و به توصیه آبلار خود را به شکل یک راهبه ساکن صومعه کرد. آن دو مخفیانه با هم دیدار می‌کردند تا اینکه این رابطه مخفیانه نیز لو رفت و فولبر تصمیم گرفت تا از آبلار انتقام بگیرد. فولبر شبانه به اقامتگاه آبلار رفتند و او را از مردی ساقط کردند. هلوییز به ناچار زندگی‌اش را وقف کلیسا کرد و تا پابان عمر راهبه شد.